# Linggu si
Linggu si (Klasztor Doliny Dusz, chiń. trad. 灵谷寺; pinyin Línggǔsì) – chiński klasztor z VI wieku znajdujący się w okolicy miasta Nankin.

## Historia klasztoru
Klasztor został wybudowany w roku 515 za panowania dynastii Liang (502-557), jednej z Południowych dynastii (420-589), dla upamiętnienia mnicha Baozhi. Znajduje się u podnóża góry Zhong, na jej północno-wschodnim stoku, w pobliżu miasta Nankin w prowincji Jiangsu. 
Być może pierwszą nazwą klasztoru był Baolin. Klasztor wielokrotnie zmieniał nazwę. W okresie qianfu (乾符) (874-879) dynastii Tang nosił nazwę Baogong si. W okresie kaibao (開寶) (968-976) dynastii Song zmieniono nazwę na Taoistyczną Świątynię Kaishan. Następnie cesarz Taizong (pan. 976-997) nadał mu nazwę Taiping Xingguo si. Za jakiś czas zmieniono nazwę klasztoru dwukrotnie, najpierw na Shifang, a potem na Jiangshan. Obecna nazwa została mu nadana przez pierwszego cesarza dynastii Ming cesarza Zhu Yuanzhanga (pan. 1368–1398, gdy wybierał miejsce na swoje mauzoleum. Przeniesiono również wtedy klasztor na obecne miejsce. 
Klasztor był bardzo znany w chińskiej historii. Największy rozkwit świątyni nastąpił w okresie Mingów. Zajmował olbrzymi teren ponad 300000 metrów kwadratowych. Od bramy do kompleksu budynków wiodła 5-kilometrowej długości droga. W klasztorze przebywało 1000 mnichów. Składał się m.in. z takich budynków jak Budynek Wuliang, Budynek Niebiańskich Królów, Pawilon Guanyin i znajdującej się z tyłu pagody Baozhi.
W 1609 r. mistrz Guxin Ruxin (1541-1615) rozpoczął prowadzić w tym klasztorze pełne ceremonie ordynacyjne, nakazane dekretem cesarskim. Jednym z zaordynowanych mnichów został przyszły mistrz chan Yunqi Zhuhong (1535-1615).
Został zniszczony w czasie wojny za cesarza Xianfenga (pan. 1850–1861) i odbudowany za panowania cesarza Tongzhi (pan. 1861–1875) z dynastii dynastii Qing (1644–1911).
W latach 1929–1935 wybudowano pagodę żołnierzy poległych w czasie Ekspedycji północnej (1926–1928).
W 1949 roku klasztor znalazł się na terenie parku, w którym znajdują się także takie obiekty jak np. mauzoleum Sun Jat-sena (około 1,5 kilometra od klasztoru). Obecnie klasztor znajduje się w Strefie Krajobrazowej góry Zhong. Jest częścią oryginalnego klasztoru i zarazem jedynym istniejącym klasztorem z ponad 70 klasztorów wybudowanych w okresie Południowych Dynastii na górze Zhong. Jest często nazywany "najlepszym buddyjskim klasztorem na świecie".

## Obiekty architektoniczne
Najstarszymi obiektami klasztoru są Budynek Wuliang, Budynek Wielkiego Buddy oraz stela Sanjue.
- Budynek Wuliang (chiń. Wuliangdian).

Budynek ten powstał w 1381 roku za panowania cesarza Hongwu (Zhu Yuanzhang). Mierzy 22 metry wysokości i 53,8 metra długości. Jest całkowicie wybudowany z cegieł, bez użycia drewna czy gwoździ. Potężne zakrzywione okapy nadają mu dość pałacowy wygląd. Wnętrze jest obszerne, sprawiające wrażenie spokoju. Ma trzy zwieńczone łukiem przejścia z przodu i tyłu. Jest zwany Budynkiem Bezbelkowym (chiń. wuliang). Jednak pierwotnie budynek ten był miejscem kultu Amitajusa (Buddy Nieskończonego Życia), którego imię oddawane po chińsku brzmi Wuliang. 
W listopadzie 1928 roku został przekształcony na budynek pamięci po żołnierzach, którzy zginęli w wojnie zwanej Ekspedycją Północną. Pochowano tu 33224 żołnierzy, upamiętniając ich na 110 plakietach na jednej ze ścian budynku.
Jest to największy i najstarszy budynek tego typu (bezbelkowy) w Chinach. Uważany jest za mistrzowski przykład tego typu architektury. 

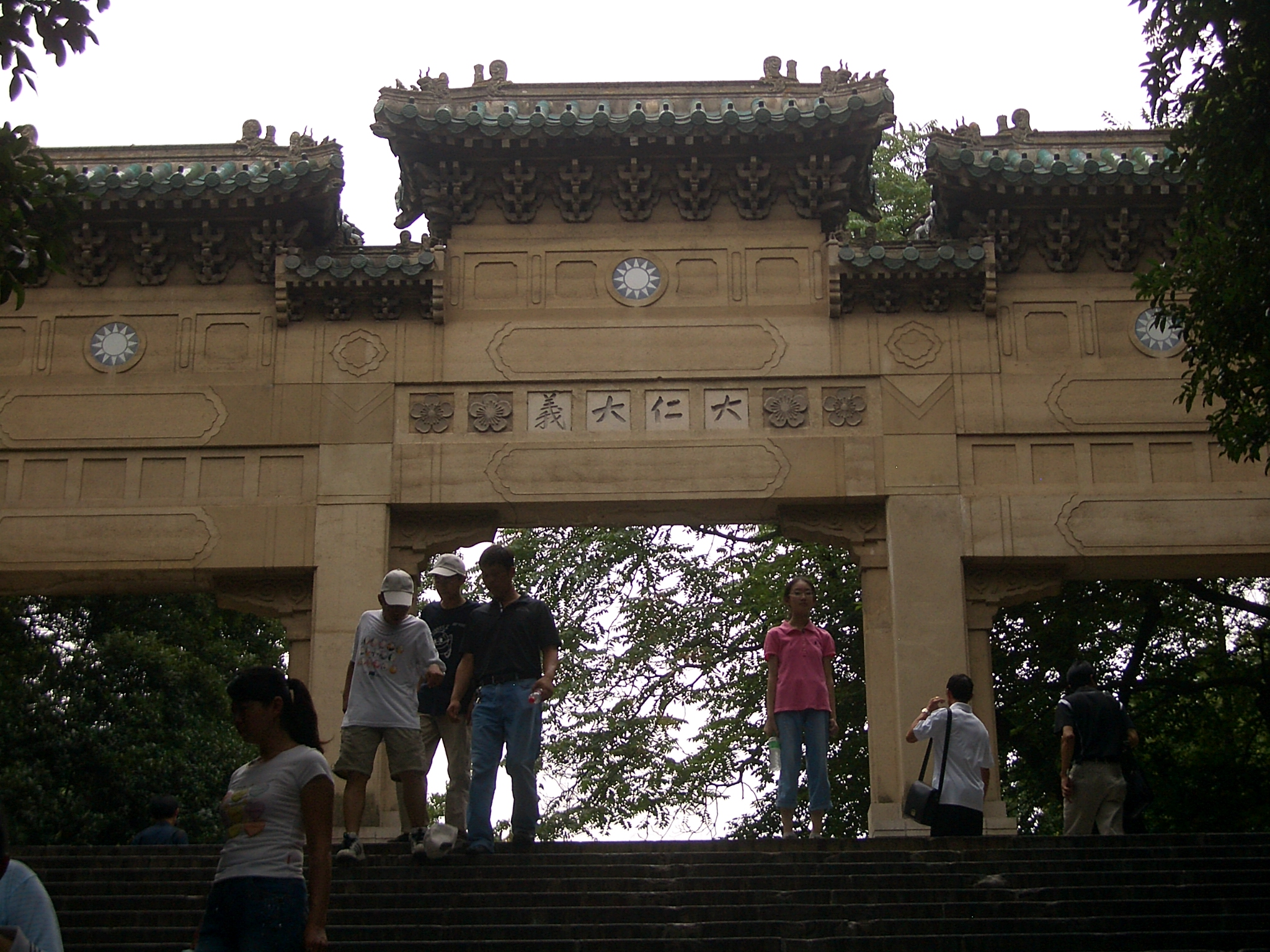
Brama klasztoru
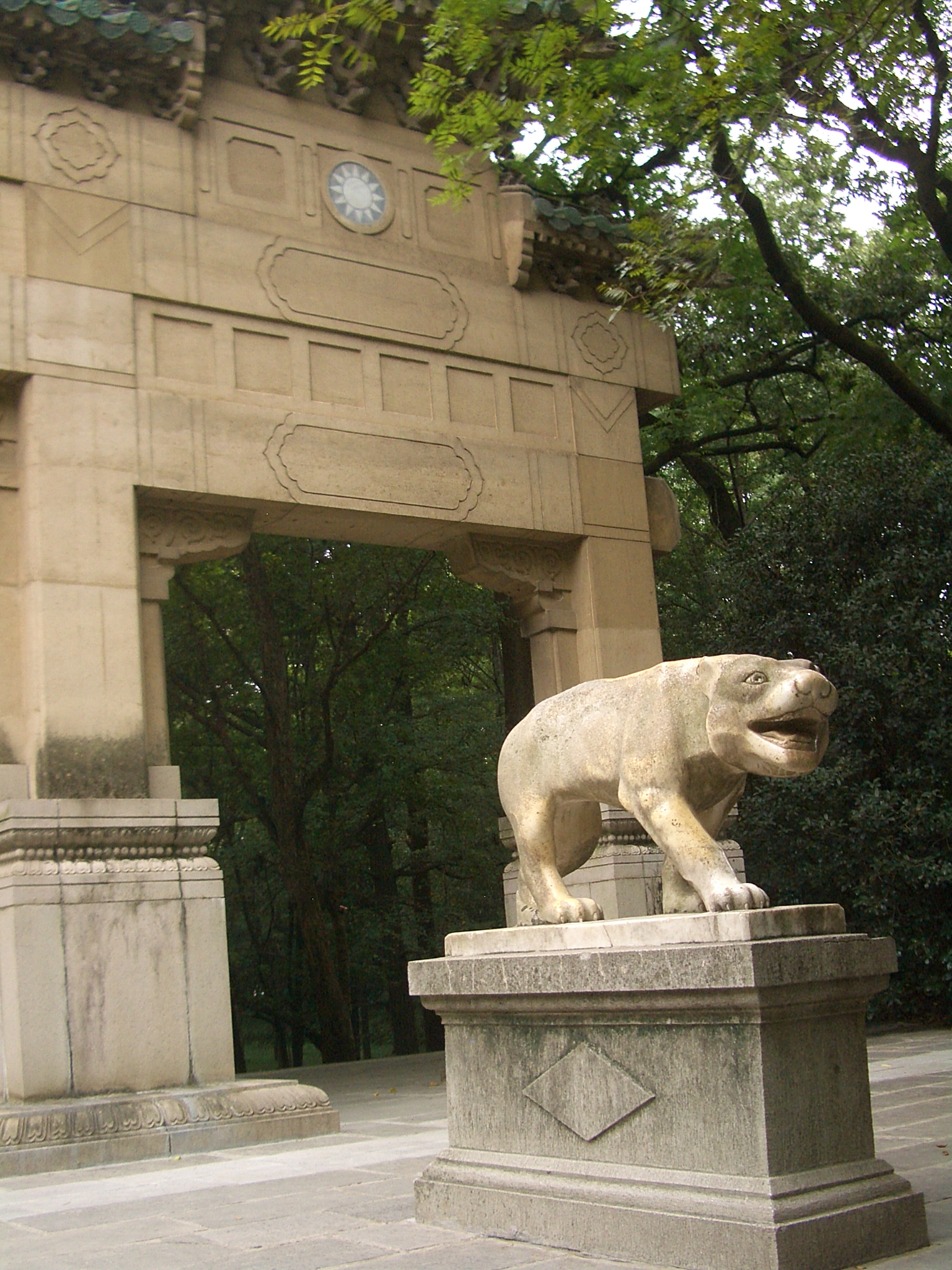
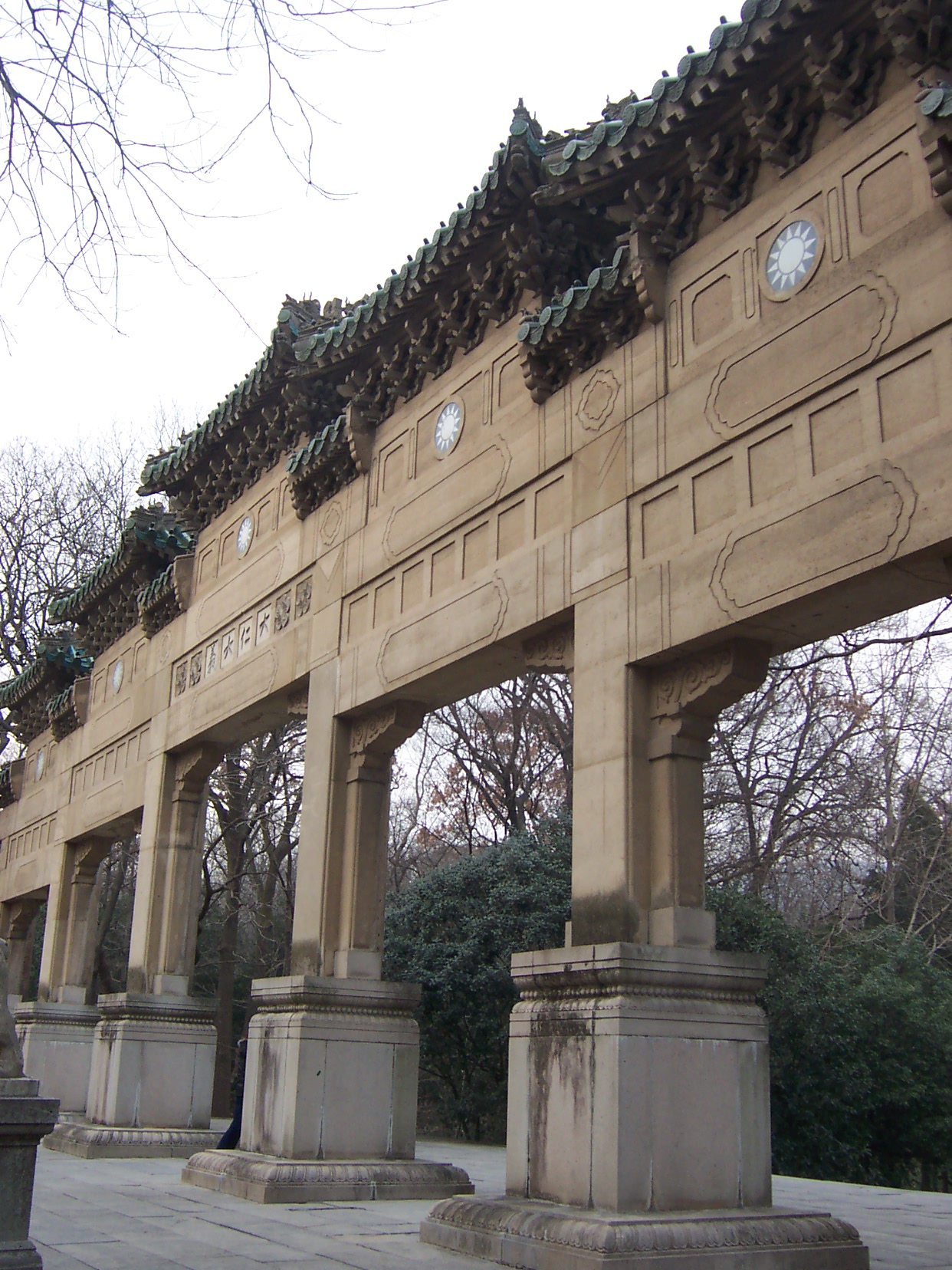
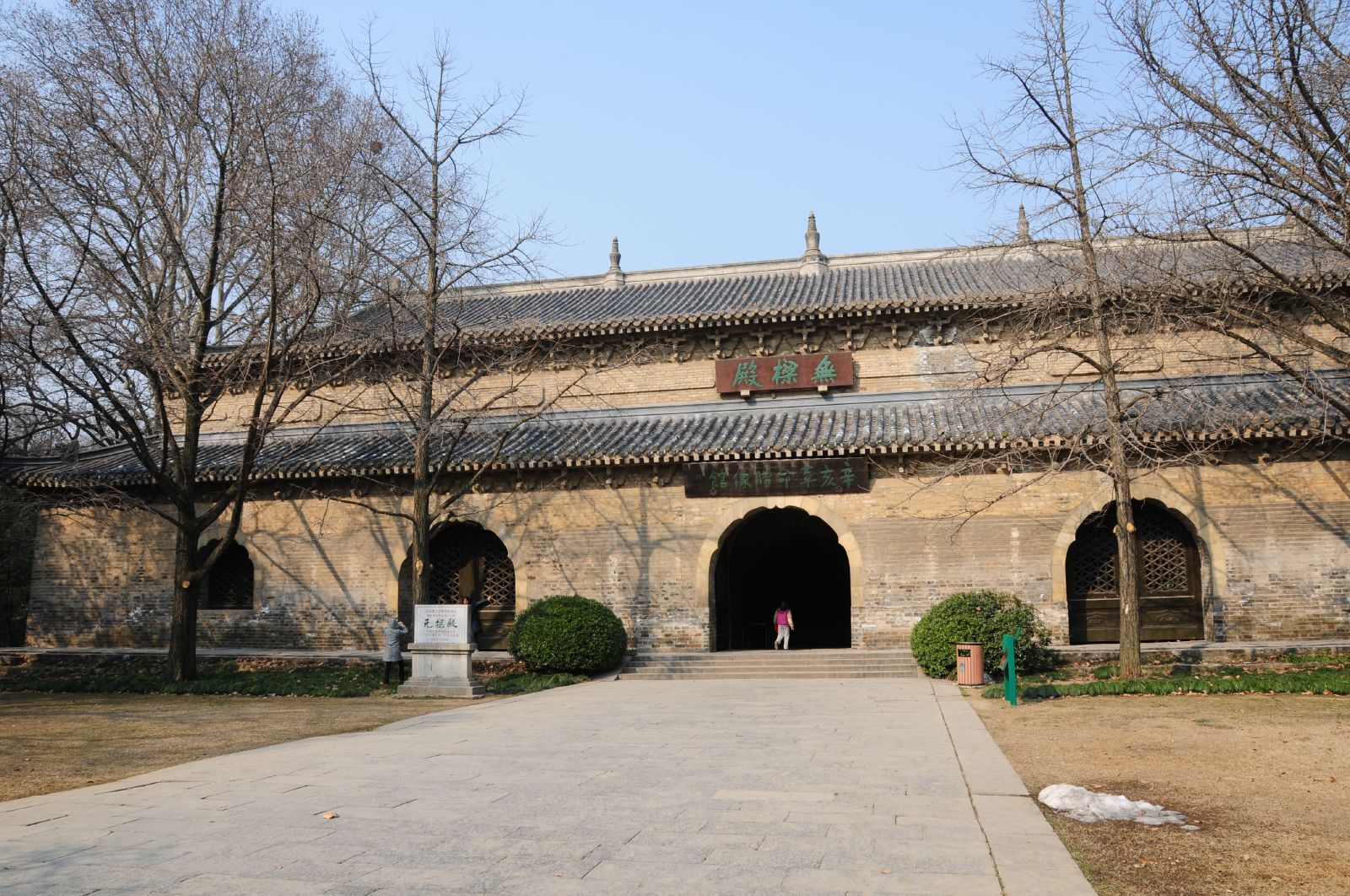
Wuliangdian
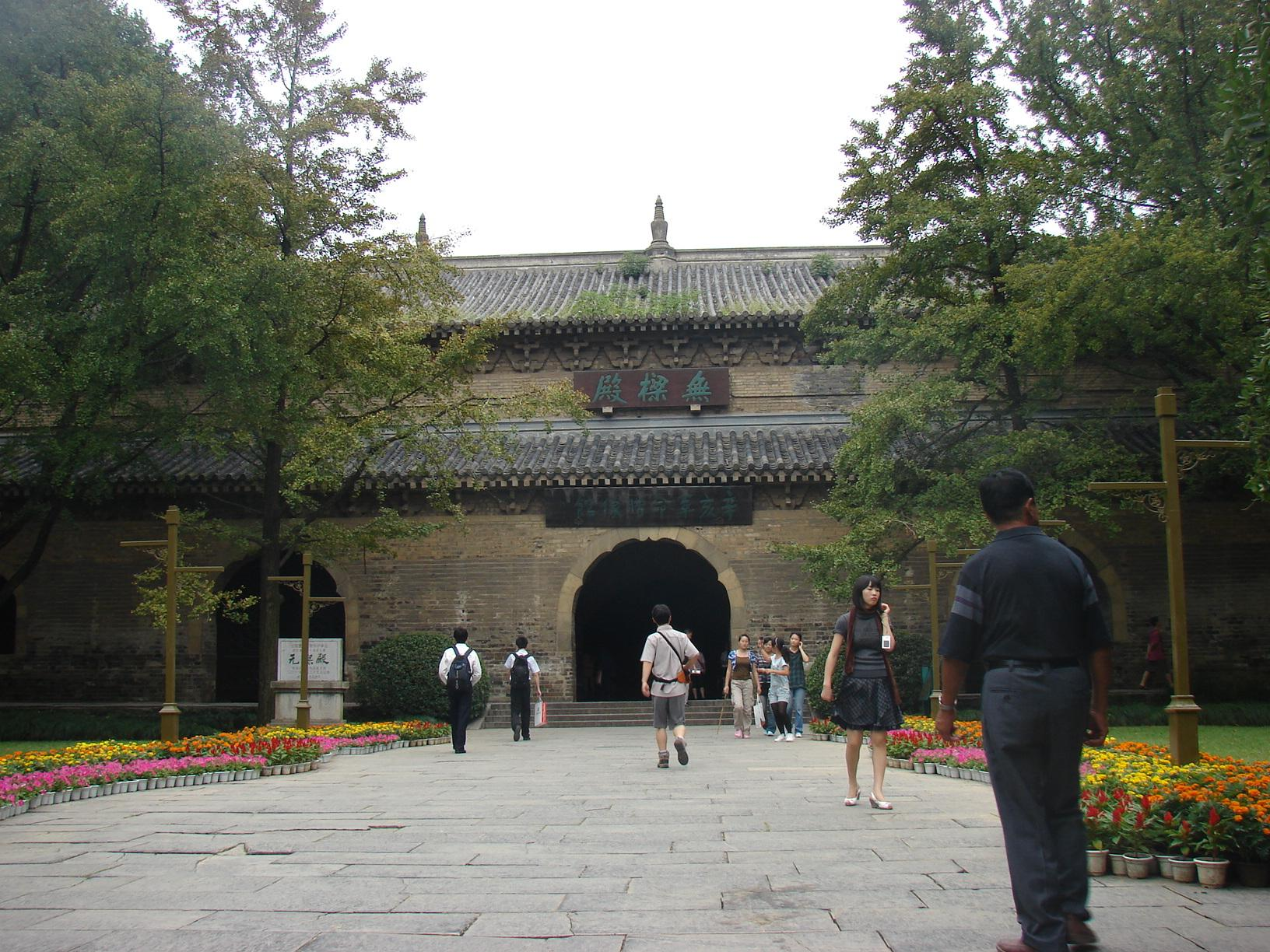
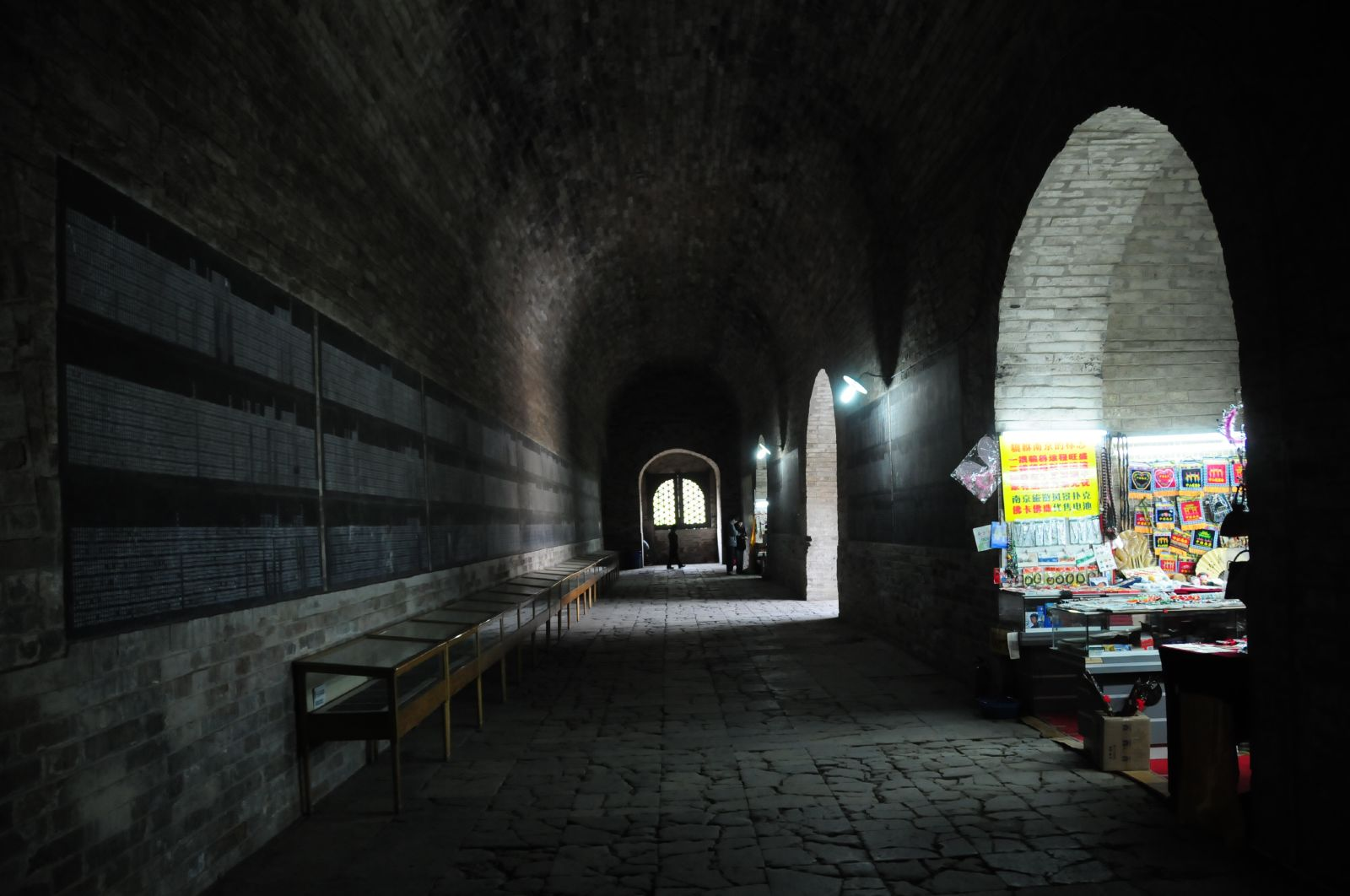
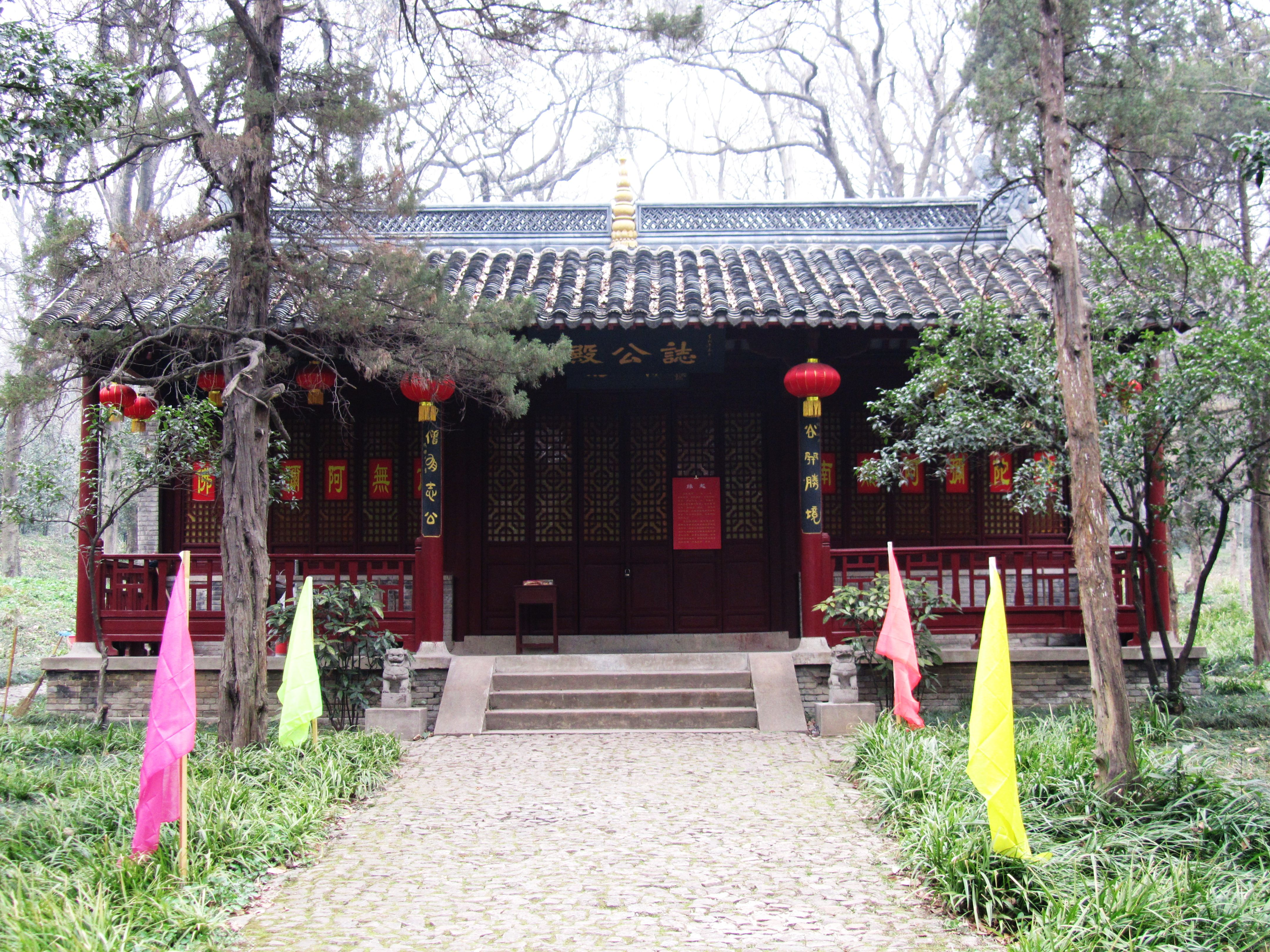
Zhigongdian
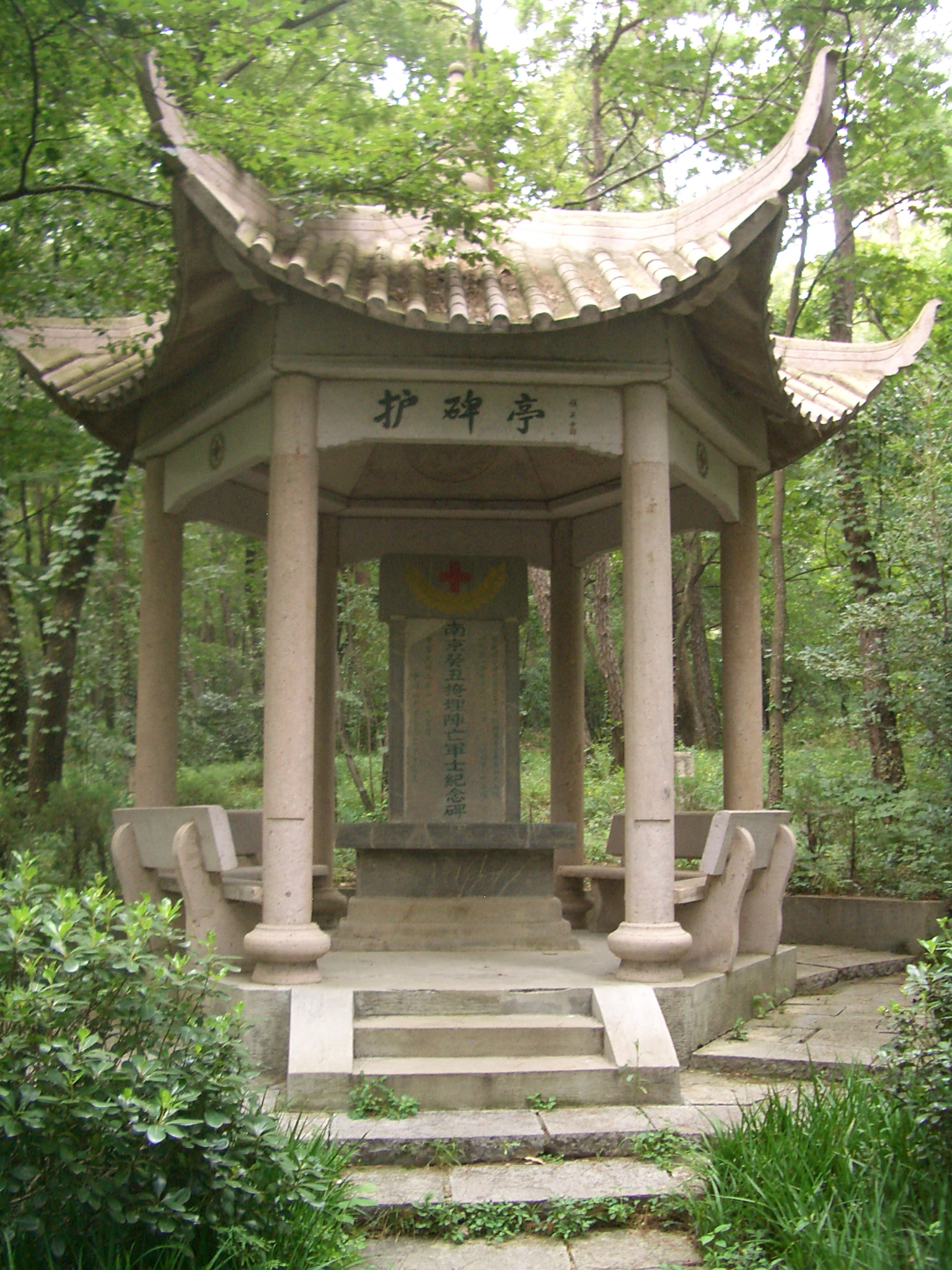
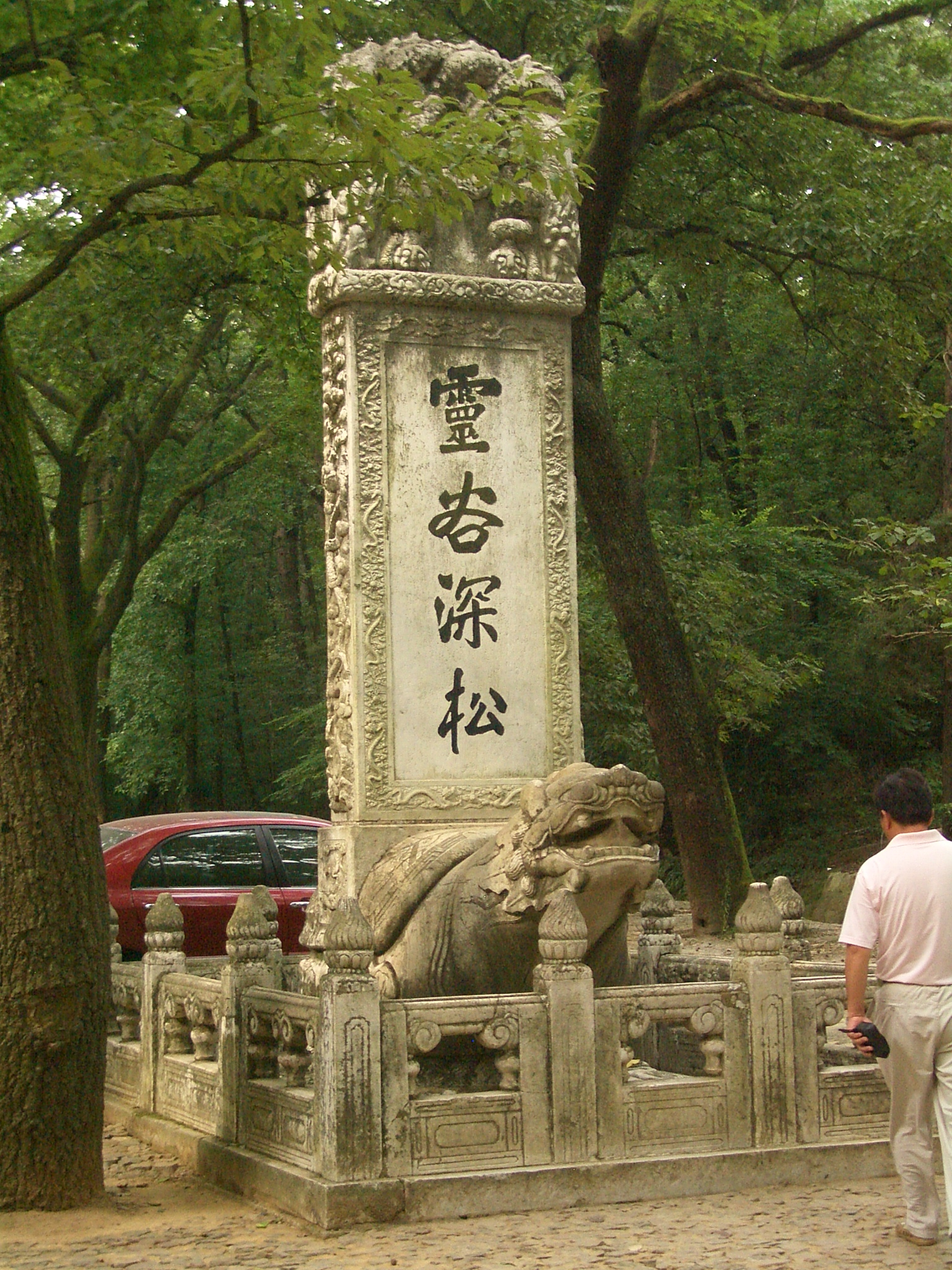
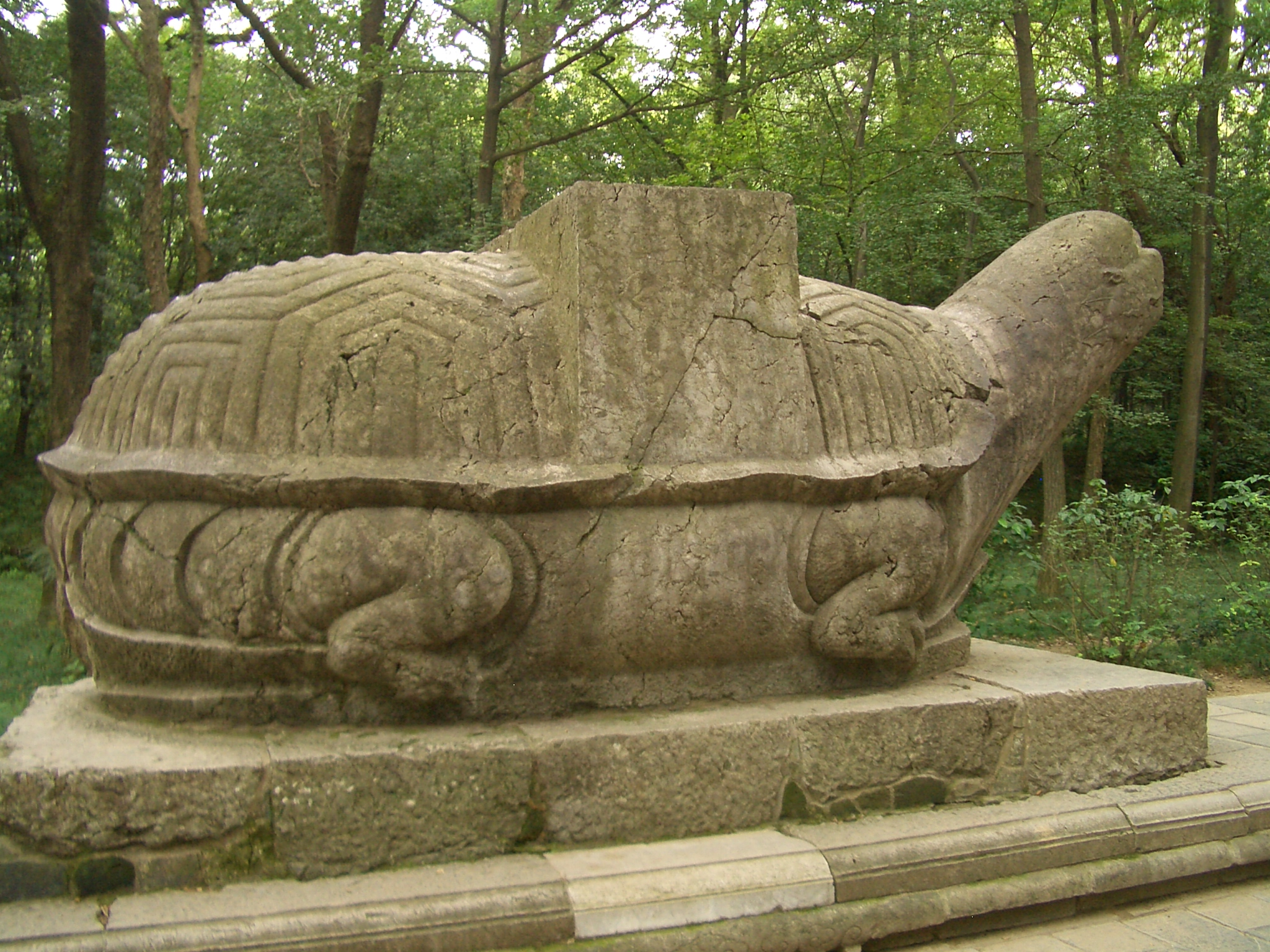
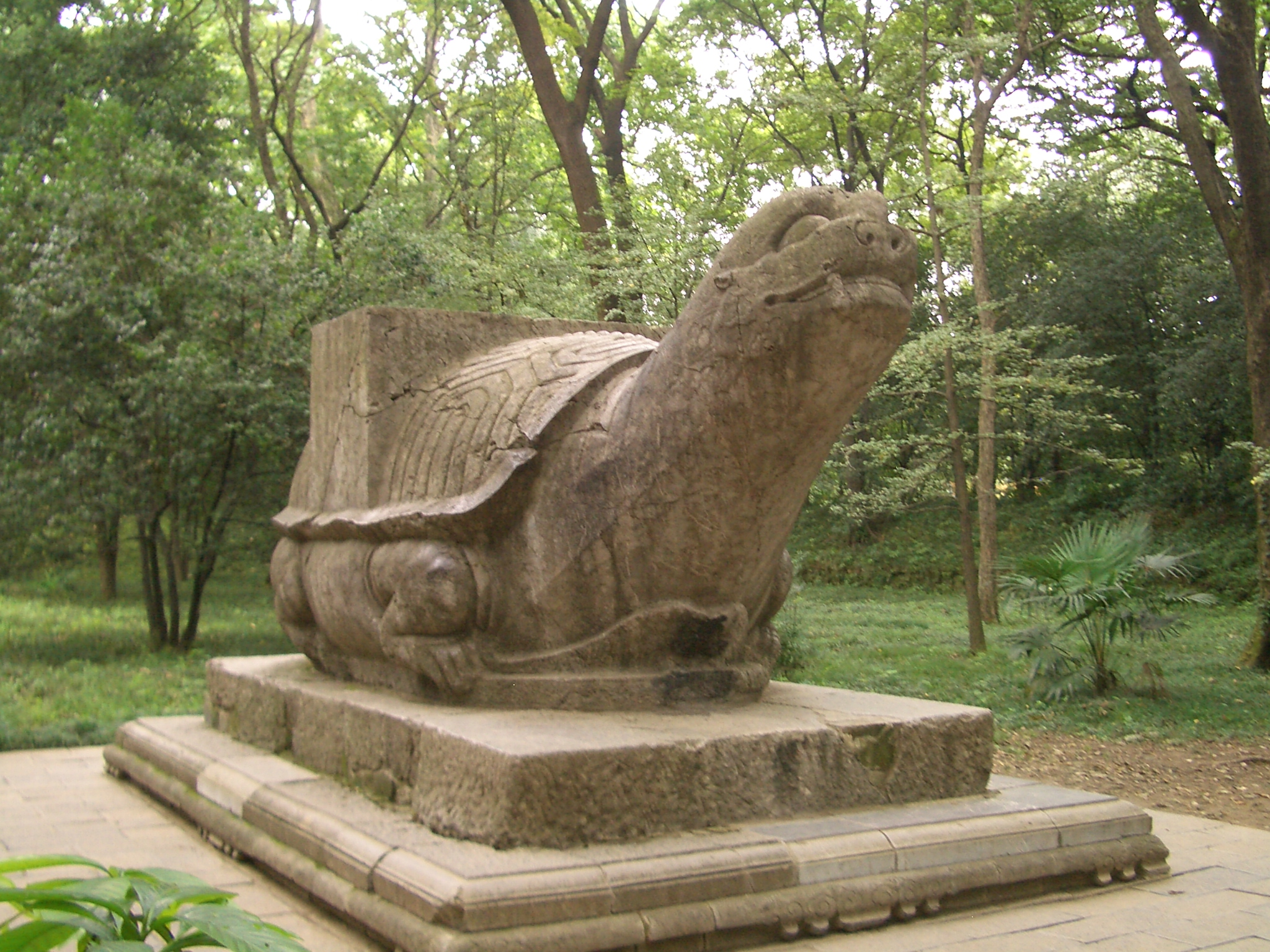
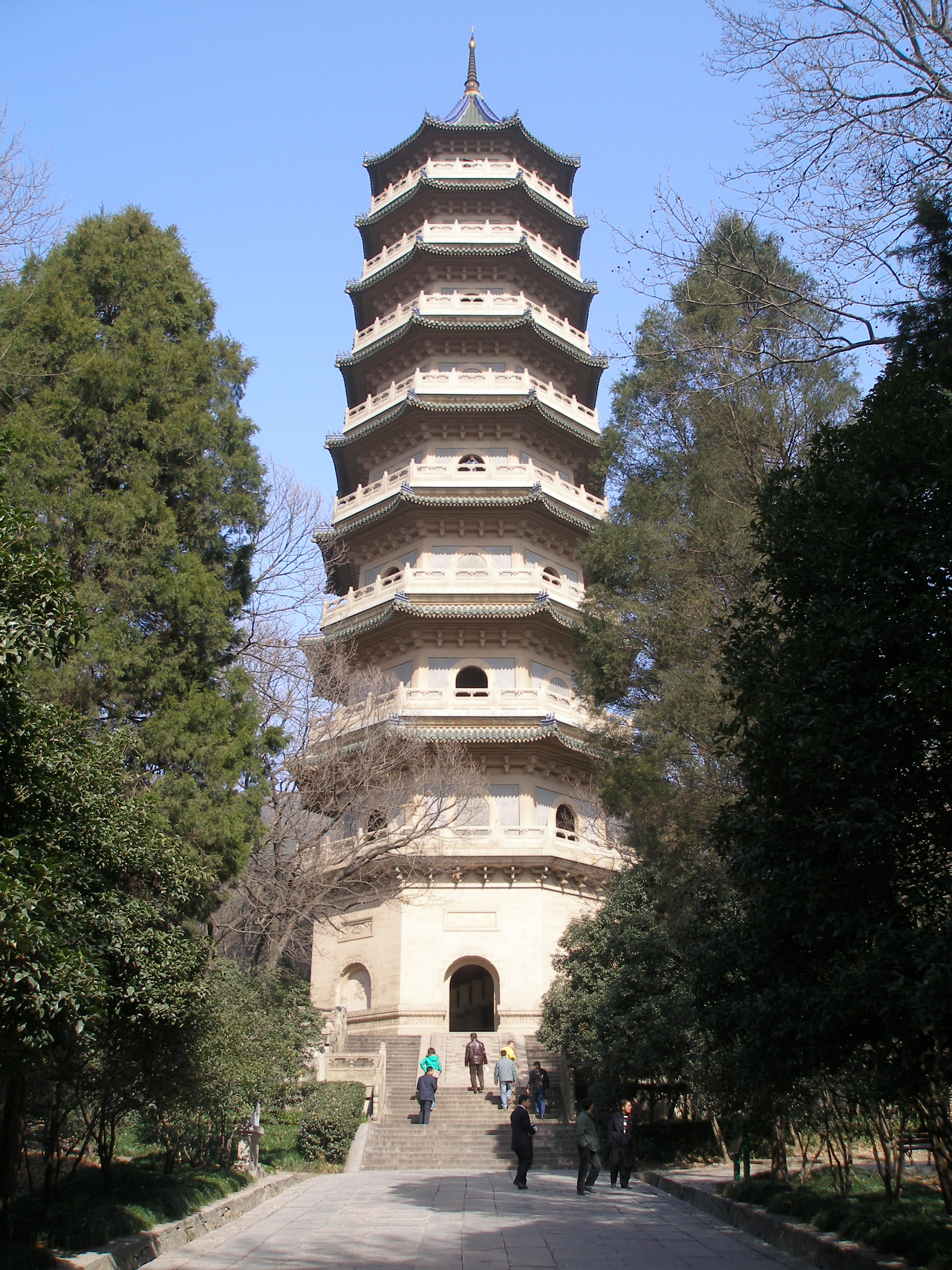
Pagoda Linggu
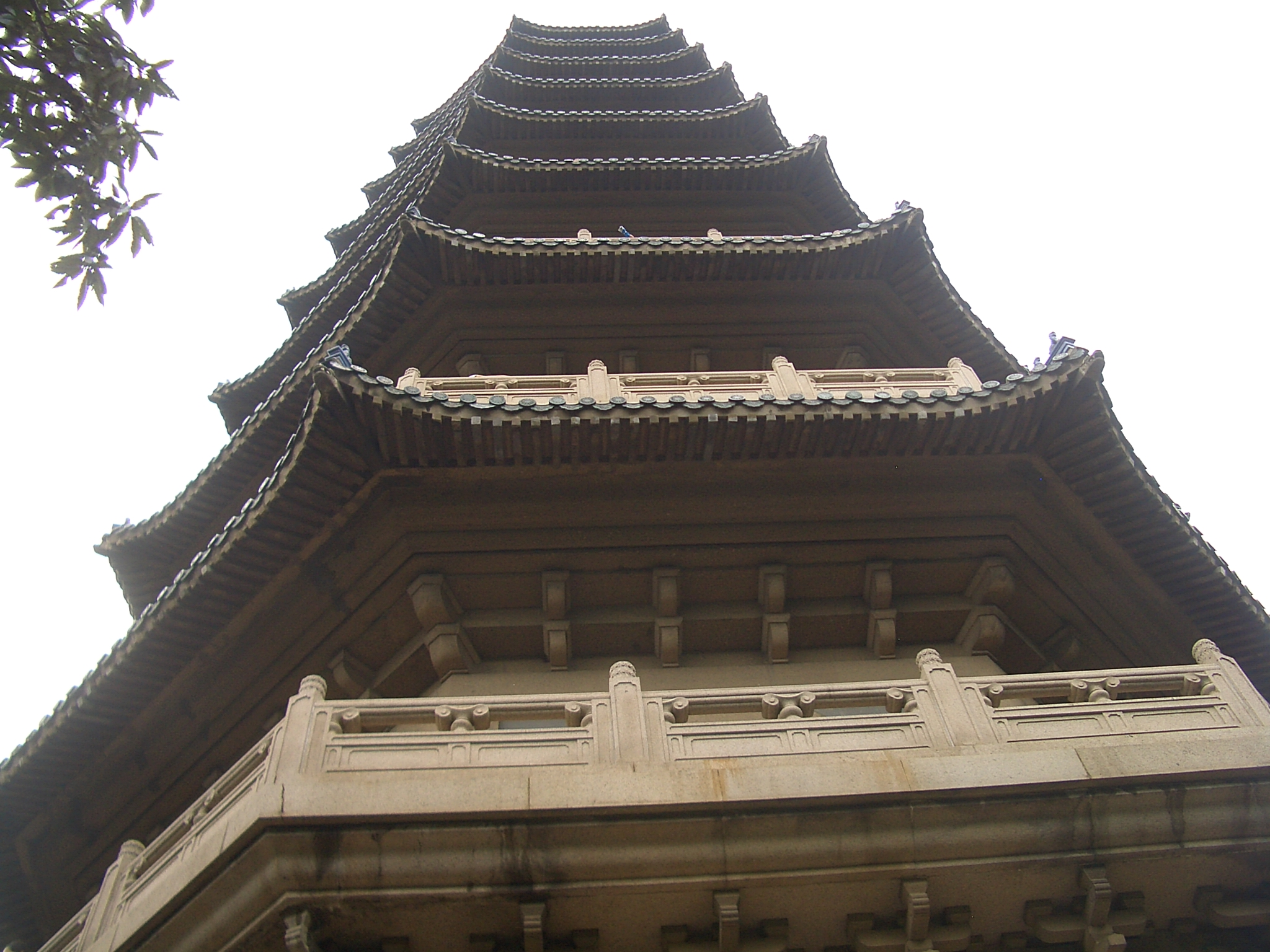
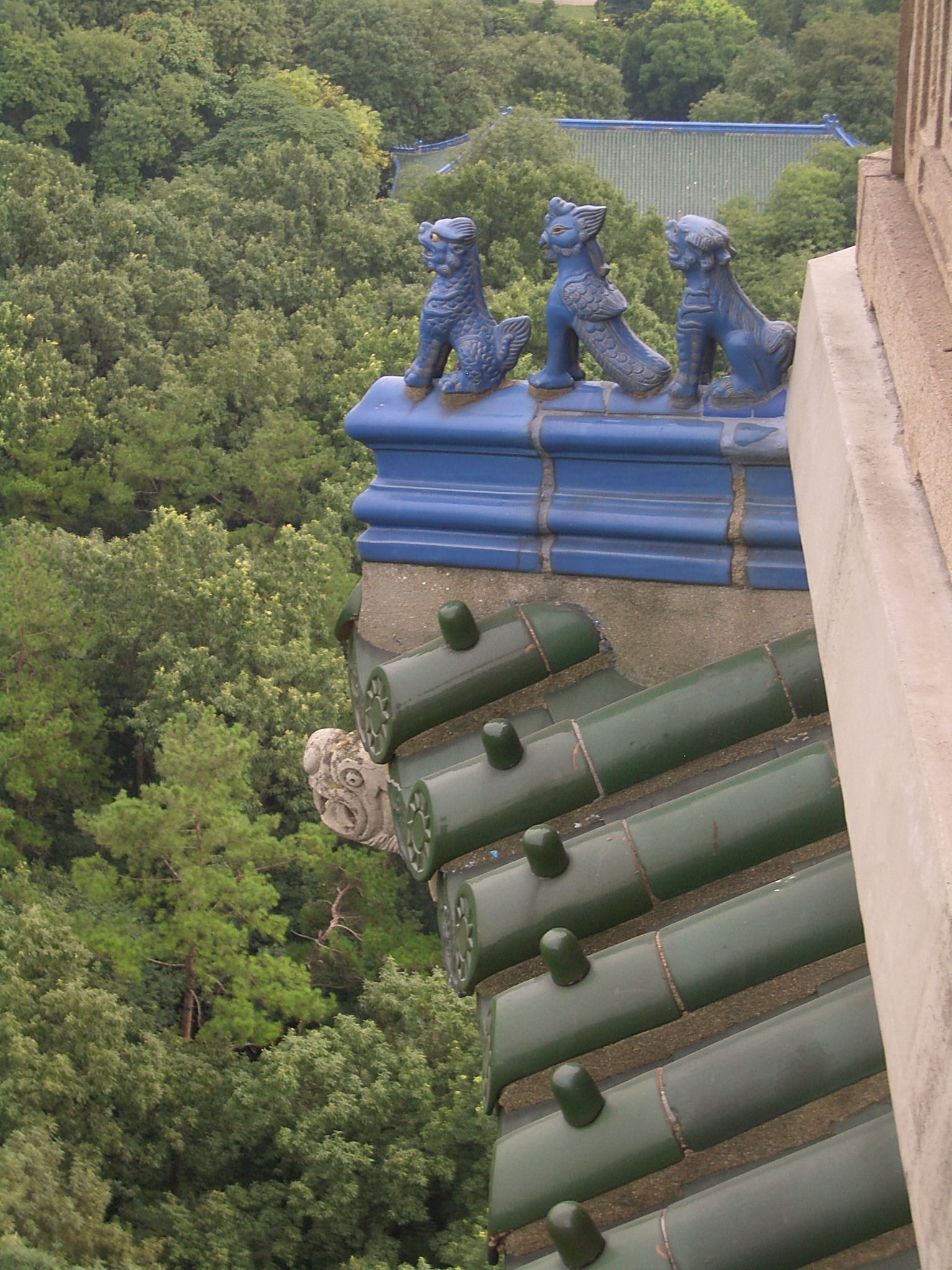
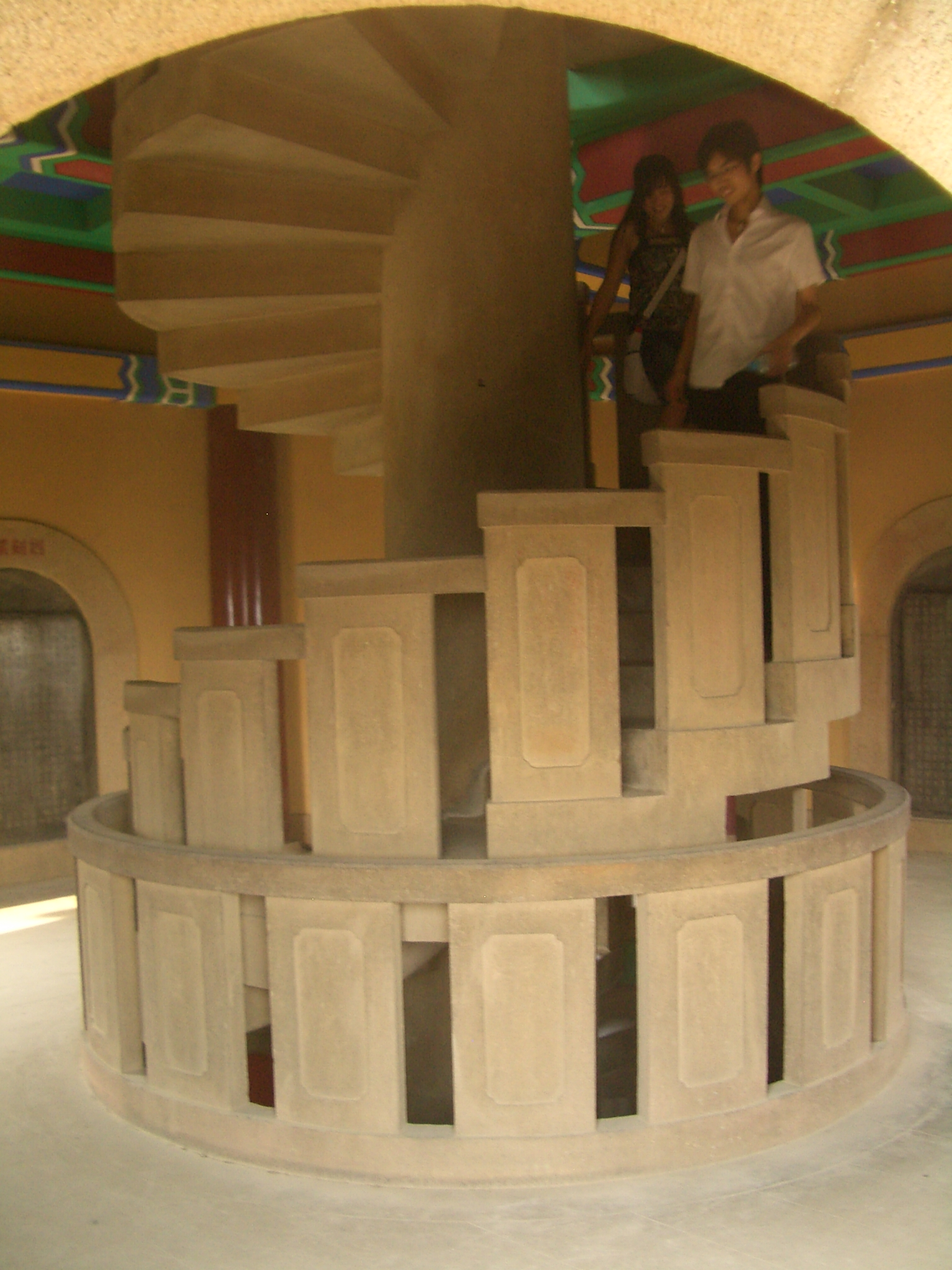
Schody
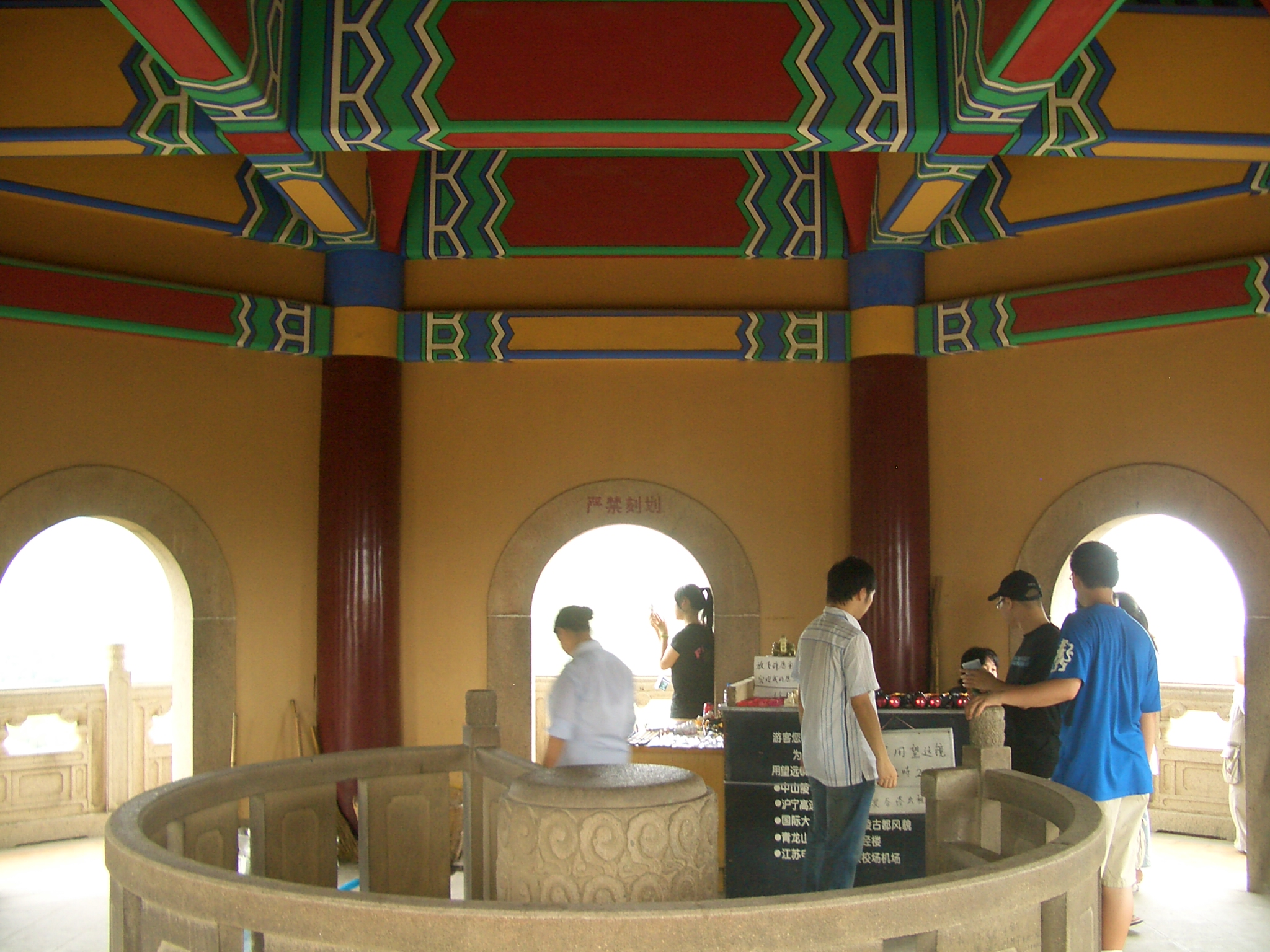
Najwyższe piętro pagody
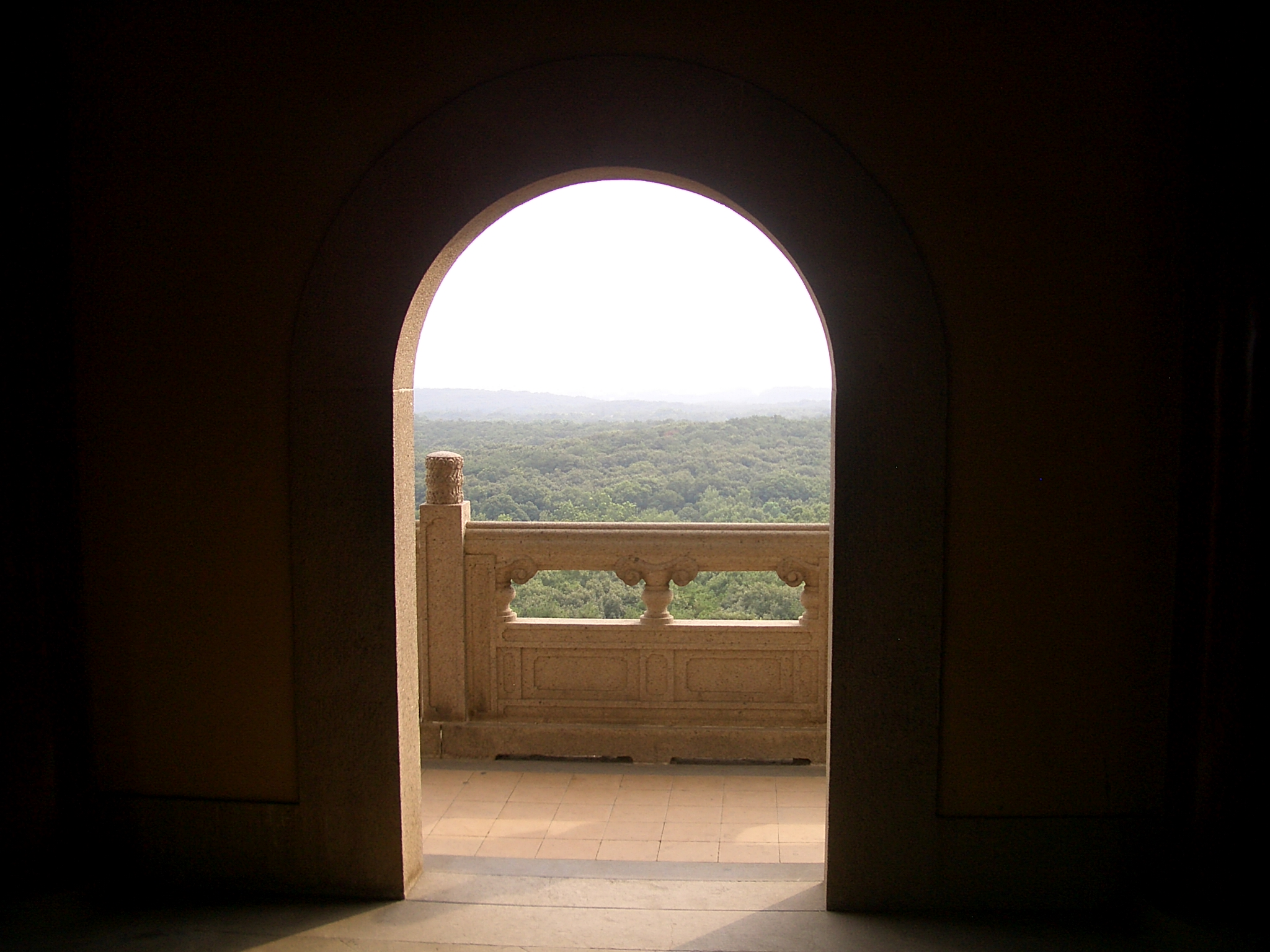
Balkon pagody
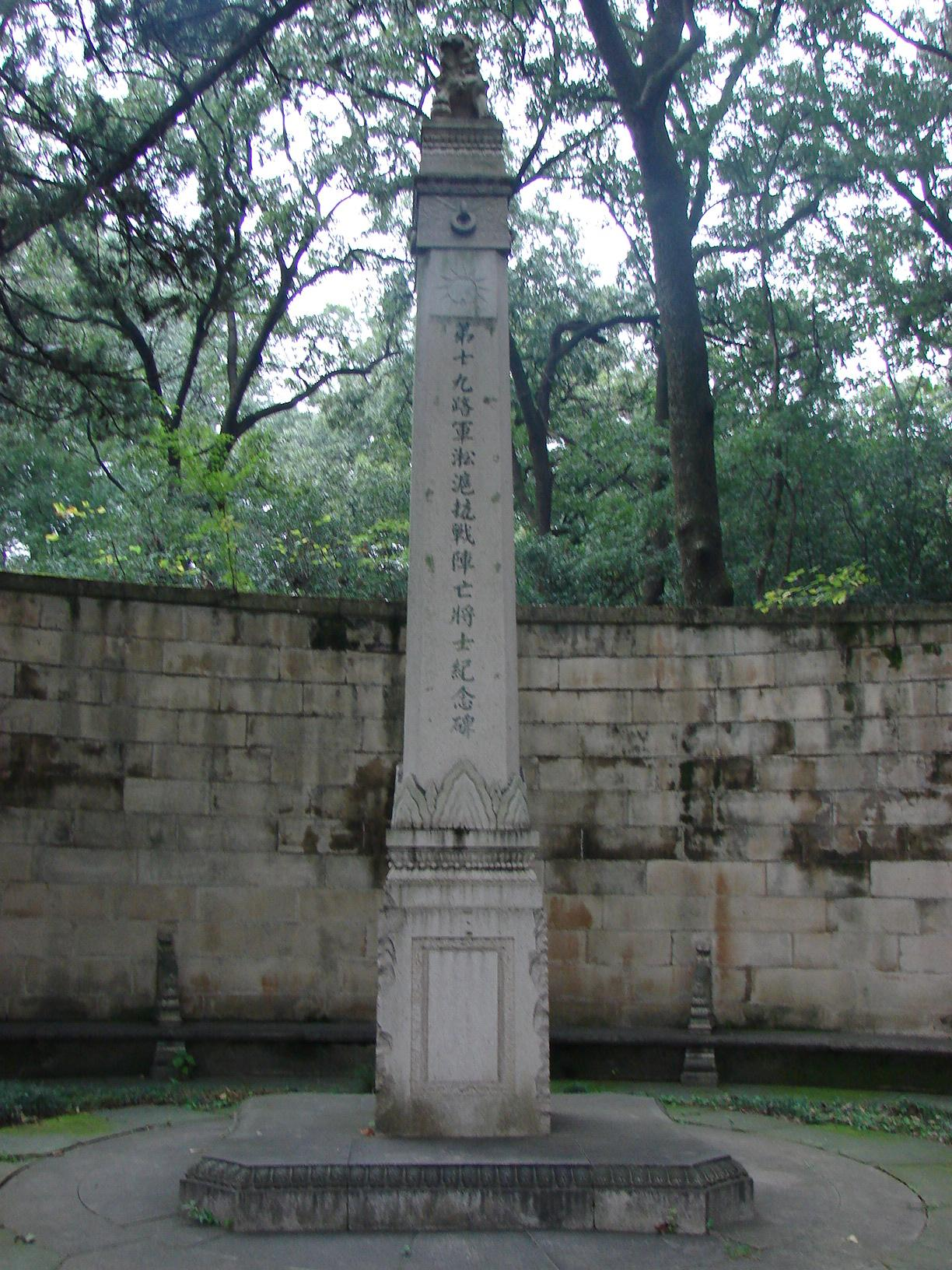
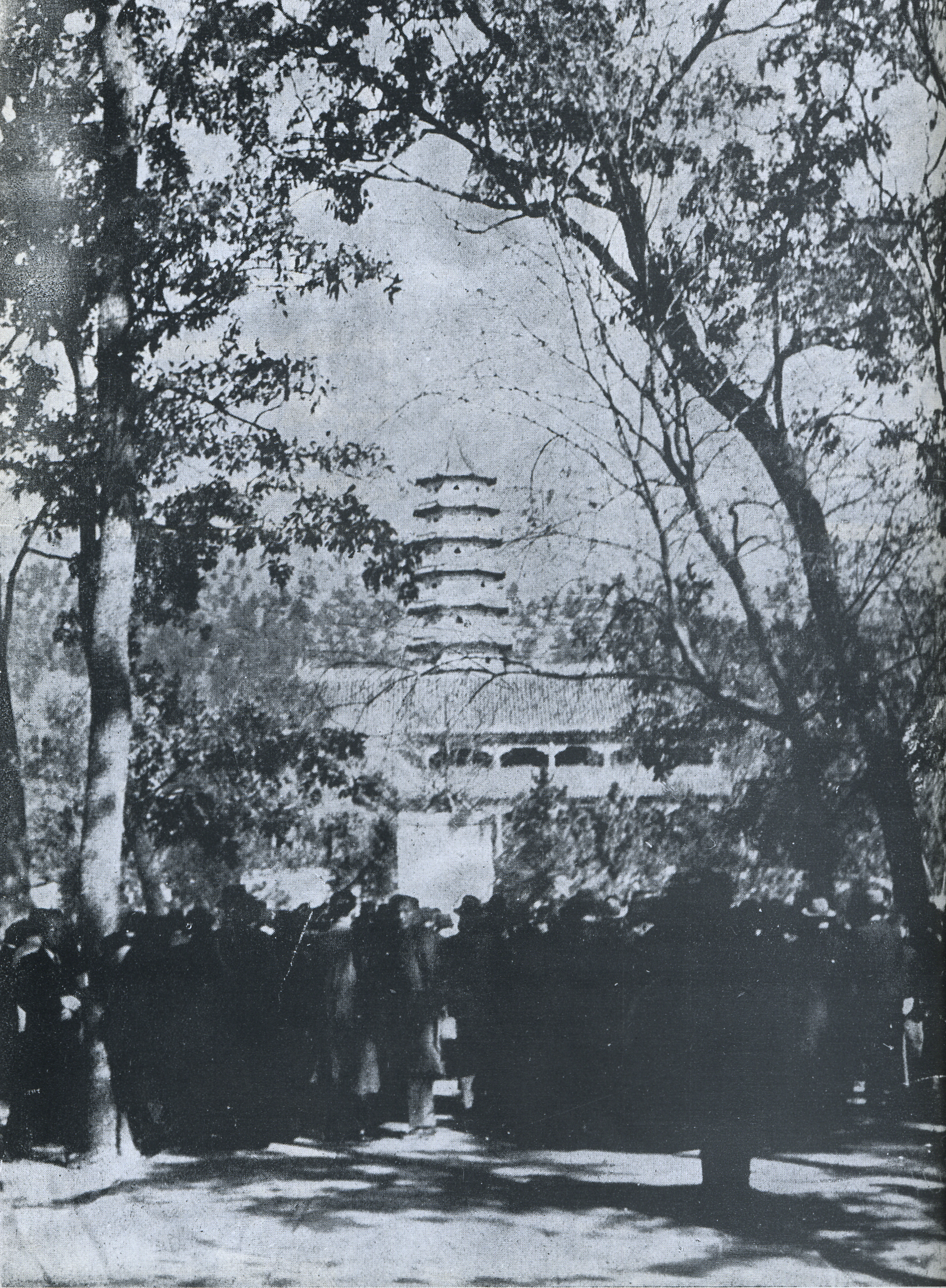
Członkowie Kongresu w klasztorze

Budowę pagody rozpoczęto w 1928 roku a ukończono w 1935 roku. Jest oktagonalna, dziewięciokondygnacyjna i wysoka na 60,5 metra. Jest ozdobiona mowami i epigrafami Sun Jat-sena i Czang Kaj-szeka. Wewnątrz pagody znajdują się spiralne schody o ponad 260 stopniach, wiodące na ostatnią kondygnację. Z każdej kondygnacji można patrzeć na klasztor i na park krajobrazowy.
- Stela Sanjue

Stela jest jednym z najstarszych obiektów klasztoru. W okresie panowania dynastii Liang, cesarz Wudi zaprosił budowniczych do wybudowania pagody przed klasztorem (wówczas Baolin), dla upamiętnienia mnicha Baozhi. Pagoda otrzymała nazwę Wanzhu, gdyż na jej szczycie znajdowała się kulista ozdoba ze szkliwa. Słynny malarz Zhang Sengyao namalował wyobrażenie mnicha Baozhi. Następnie, już w okresie Tang, Wu Daozi przemalował ten portret, poeta Li Bai napisał wiersz a kaligraf Yan Zhenqing wyrył wszystkie te prace na jednej steli. Ponieważ wszyscy trzej byli mistrzami w swoich dziedzinach, stela otrzymała nazwę Sanjue (Trzech wspaniałych). Niestety oryginał został poważnie uszkodzony w czasie wojny i obecnie prezentuje się kopię, wykonaną w czasie panowania cesarza Qianlonga (pan. 1735–1796) z dynastii Qing przez mnicha Fashou.
- Budynek Pamięci Xuanzanga

Budynek poświęcony jest mnichowi Xuanzangowi (ok. 602-664). Przed nim znajduje się siedmiokondygnacyjna i heksagonalna pagoda z uniesionymi okapami, w której przechowywane są szczątki Xuanzanga. Budynek został wybudowany w okresie Tang. W nim znajduje się mapa drogi przebytej przez Xuanzanga do Indii, jego wędrówek po Indiach i trasy, którą powrócił do Chin. Zgromadzone są tu także teksty, które przetłumaczył z sanskrytu na język chiński.
- Wegetariańska restauracja Dom Shensong

O wegetariańskiej diecie mnichów klasztoru pisało się już ponad 600 lat temu. Tradycje te kontynuuje restauracja położona na terenie klasztoru w pięknej naturalnej scenerii, znajdująca się na wschód od Pawilonu Songlin.

## Adres klasztoru
- No. 2, Linggusi, Xuanwu District, Nanjing, Jiangsu, China